# L'Aventure d'une demi-journée
Pour plus de détails, voir Fiche technique et Distribution.
L'Aventure d'une demi-journée (en persan : ماجرای نیمروز, Majaraye Nimroz) est un film iranien réalisé par Mohammad Hossein Mahdavian (fa), sorti en 2017. le sujet de ce film est les terreurs de l'Organisation des moudjahiddines du peuple iranien et les événements après la destitution de Abolhassan Bani Sadr. Il remporte le Simorgh de cristal du meilleure film au Festival du film de Fajr en 2017.

## Synopsis
Ce film parle des terreurs qui se sont déroulés en l'an 1981 en Iran par les groupes d'Organisation des moudjahiddines du peuple iranien. Les affrontements s'intensifient après la destitution d'Abul Hassan Bani-Sadr en tant que président par le parlement. Les groupes anti-gouvernementaux comme les Mujahideen commettent les assassinats de hauts fonctionnaires.D'autre part, les services de renseignement de Corps des Gardiens de la révolution islamique et de renseignement du pays travaillent ensemble pour arrêter les membres du l'Organisation des moudjahiddines du peuple iranien. Pendant ce temps, l'ancienne relation entre un membre de la Garde révolutionnaire et une femme des membres des Mujahedin-e Khalq qui étaient autrefois Camarade de classe ...

## Fiche technique
- Titre original : Majaraye Nimroz
- Titre français : L'Aventure d'une demi-journée
- Réalisation : Mohammad Hossein Mahdavian (fa)
- Scénario : Mohamadhosein Mahdavian, Ebrahim Amini
- Montage : Sajjad Pahlavanzadeh
- Musique : Habib Khazaifar
- Production : Mahmoud Razavi
- Pays d'origine :  Iran
- Langue : perse
- Durée : 108 min
- Date de sortie en salles : 1er février 2017

### Récompenses
- Festival du film de Fajr
  - Simorgh de cristal pour le film préféré de l'auditoire - Compétition nationale
  - Simorgh de cristal pour le meilleur film - Compétition nationale
  - Simorgh de cristal pour le meilleur costume et design de scène - Compétition nationale
  - Simorgh de cristal pour le meilleur film avec une vue nationale - Compétition nationale

- Nominations : 
  - Simorgh de cristal pour le meilleur acteur de soutien - Compétition nationale
  - Simorgh de cristal pour le meilleur effet spécial - Compétition nationale
  - Simorgh de cristal pour le meilleur réalisateur - Compétition nationale
  - Simorgh de cristal pour la meilleure photographie - Compétition nationale

## Accueil
- L'ayatollah Khamenei a dit :

"Ce film est très bon. Tous les éléments du film étaient géniaux, c'est un excellent réalisateur. Excellents réalisation, L'histoire était géniale. C'était un super film"